# Pyrus farsistanica
Pyrus farsistanica är en rosväxtart som beskrevs av K. Browicz. Pyrus farsistanica ingår i släktet päronsläktet, och familjen rosväxter. Inga underarter finns listade i Catalogue of Life.